# Stenhelia oblonga
Stenhelia oblonga är en kräftdjursart som beskrevs av Lang 1965. Stenhelia oblonga ingår i släktet Stenhelia och familjen Diosaccidae. Inga underarter finns listade i Catalogue of Life.